# Hector 2HR
Pour les articles homonymes, voir Hector (homonymie).
Le Hector 2HR est un micro-ordinateur de la marque française Hector créé par la société Micronique et sorti en 1983. 
Il est doté d'un processeur 8 bits Z80. Sa ROM est de 16 ko  et il est doté de 48 ko de RAM. Ses capacités d'affichage sont de 243x231x4 couleurs texte 40x23.
Il comportait un magnétophone intégré.
Périphériques : Le lecteur de disquettes DISC 2.[réf. nécessaire]